# Rattus pristinus
Rattus pristinus — вид ссавців-гризунів з родини мишевих (Muridae). Вид описано належить до раннього раннього плейстоцену в печері Ренці, Фанчан, Аньхой, Китай. M1 R. pristinus має 5 коренів.